# Rudolf Havlík (režisér)
Rudolf Havlík (* 24. února 1976 Sokolov) je český režisér, scenárista, spisovatel, bloger, výtvarník, grafik a podnikatel.

## Životopis
Vystudoval Střední průmyslovou školu grafickou v Praze. Po studiu se začal cestovat a psát internetový blog, který poté vydal knižně. V roce 2021 vydal román Horkou jehlou, který se věnuje tématu udržitelné módy.
V roce 2014 přišel jeho filmový debut Zejtra napořád, který režíroval a napsal k němu scénář. V hlavních rolích se objevili Pavel Batěk a Vica Kerekes. O čtyři roky později napsal a režíroval romantickou komedii Pohádky pro Emu. Film pojednává o imigračním úředníkovi, který se dozvídá, že má dceru a její matka je v ohrožení života. Proto, aby mu dceru svěřili do péče, musí předstírat, že je ženatý. V hlavních rolích se objevili Ondřej Vetchý a Anna Geislerová. Se spisovatelkou Radkou Třeštíkovou spolupracoval na scénáři svých filmů Po čem muži touží a Bábovky. V roce 2022 měly premiéru dva jeho filmy: Po čem muži touží 2 a Prezidentka, o rok později také film Ostrov.
Kromě psaní knih, scénářů a režírování filmů se věnuje i grafice a navrhuje filmové plakáty, například k filmu Šarlatán.

## Filmografie

### Režie a scénář
| Rok  | Film                                         | Poznámky                                      |
| ---- | -------------------------------------------- | --------------------------------------------- |
| 2013 | Na vlastní nohy: Srí Lanka – Poslední sbohem | režie a scénář; dokumentární seriál           |
| 2014 | Zejtra napořád                               | režie a scénář; filmový debut                 |
| 2016 | Pohádky pro Emu                              | režie a scénář                                |
| 2018 | Po čem muži touží                            | režie a scénář (spolu s Radkou Třeštíkovou)   |
| 2018 | Na vlastní nohy                              | režie a scénář; dokumentární seriál           |
| 2020 | Bábovky                                      | režie a scénář (spolu s Radkou Třeštíkovou)   |
| 2021 | Minuta věčnosti                              | režie a scénář (spolu s Filipem Oberfalcerem) |
| 2022 | Po čem muži touží 2                          | režie a scénář (spolu s Filipem Oberfalcerem) |
| 2022 | Prezidentka                                  | režie a scénář                                |
| 2023 | Ostrov                                       | režie a scénář                                |

### Grafika a výtvarná spolupráce
- 2014 Pohádkář[9]
- 2017 Čertoviny[9]
- 2018 Po čem muži touží[9]
- 2018 Dvě nevěsty a jedna svatba[9]
- 2019 Zakleté pírko[9]
- 2020 Šarlatán[10]
- 2021 Ubal a zmiz[9]
- 2021 Deníček moderního fotra[9]

## Knihy
- 2008 Nikdo nechce čekat věčně, vydáno vlastním nákladem
- 2009 Transit, vydáno vlastním nákladem, ISBN 978-80-254-6133-4
- 2010 Rok draka, vydáno vlastním nákladem, ISBN 978-80-254-8655-9
- 2012 Nebe, vydáno vlastním nákladem, ISBN 978-80-260-1223-8
- 2020 Zítra je taky den, nakladatelství Motto, ISBN 978-80-267-1896-3
- 2021 Horkou jehlou, nakladatelství Motto, ISBN 978-80-267-2136-9